# Svenshögens sanatorium

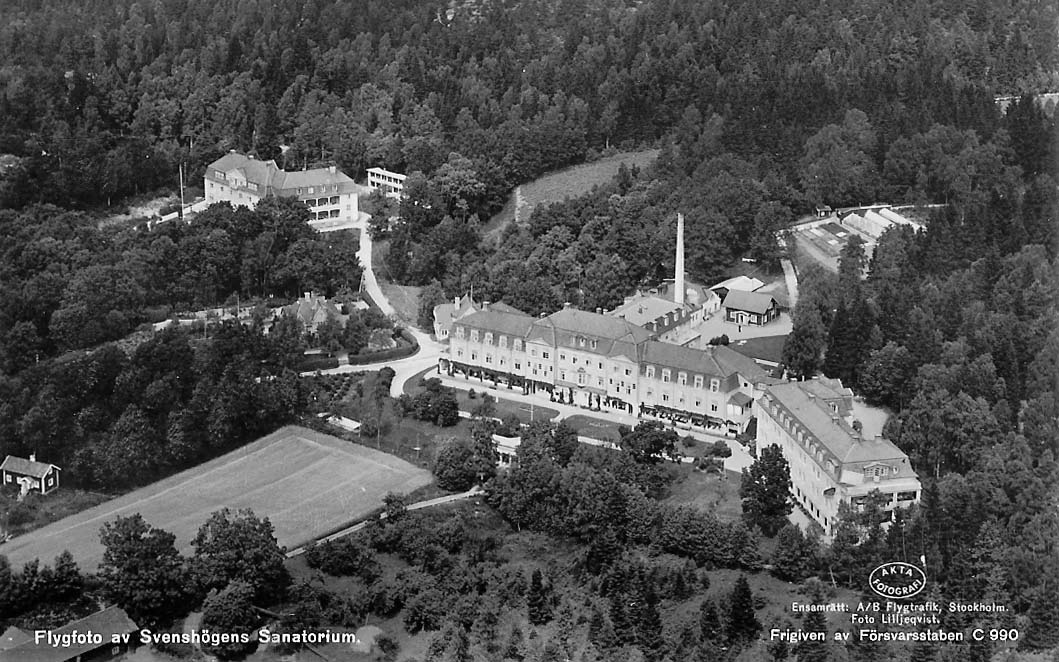
Svenshögens sanatorium 1935

Svenshögens sanatorium var sanatorium i Svenshögen i Stenungsunds kommun. Sanatoriet öppnades den 2 oktober 1911 och var i bruk fram till slutet av 1980-talet. 1964 ändrades namnet till Svenshögens sjukhus, och 1989 lades sjukhuset ner. Därefter har byggnaderna i två omgångar använts som flyktingförläggningar och däremellan som alternativby.
Sanatoriet har haft en stor betydelse för Svenshögens utveckling. Ett stort antal anställda knöts till sanatoriet och gav underlag för affärsverksamhet i samhället, under de år sanatoriet var i bruk.

## Historik

### Beslutet om uppförande
Landstingsmannen Carl L Olausson från Lilldal på Tjörn motionerade i Göteborgs och Bohus läns landsting den 25 augusti 1906 om behovet av ett tuberkulossjukhus, ett sanatorium, eventuellt genom förändring av Kungälvs sjukhus.
En kommitté tillsattes som skulle utreda frågan. De fem utredarna var förste provinsialläkaren Gustaf Ekeroth, lasarettsläkaren Daniel Lagerlöf i Kungälv, landstingsman Carl L Olausson, vicekonsul Johan Henrik Sylvander och direktör Emil Georg Lange.
Kommittén besökte flera orter men fastnade slutligen för Kungälv, Backamo och Svenshögen. Kommittén ansåg slutligen att Kungälv och Backamo var utsatta för "skarpa vindar" medan Svenshögen rekommenderades eftersom det där fanns soliga och högt belägna områden som uppfyllde alla rimliga anspråk för ett sanatorium. Vad som också talade för att lägga sjukhuset i Svenshögen, enligt en del källor var detta avgörande, var den år 1907 färdigbyggda järnvägen, där Svenshögen var en station. Landstinget beslutade med 27 röster mot 24 att tomtmark skulle inköpas och kommittén fick förnyat uppdrag att utreda.
Vid 1908 års landsting föreslog kommittén att 17 tunnland mark skulle köpas till ett pris av 11 592 kronor av hemmanet Svenshögen. Med förslaget bifogades också en teknisk utredning som visade att det tomtområde man beslutat sig för var väl lämpat för tuberkulossjukhus. Man framhöll också att den statliga tuberkuloskommittén, som nu avlämnat sitt betänkande, hade rekommenderat riksdagen att besluta om ett statsbidrag på 1 000 kronor per inrättad tuberkulosplats.
Kommittén föreslog att man skulle tillsätta en ny kommitté med uppdrag att anskaffa ritningar och ta fram kostnadsförslag för uppförande av nödvändiga byggnader.
Landstinget köpte det föreslagna området i Svenshögen och i den nya kommittén som bildades ingick direktör E. G. Lange, förste provinsialläkaren G. Ekeroth, lantbrukare Lars Larsson, landstingsman Carl L Olausson och stadsbyggmästare Emil Billing.
En arkitekttävling utlystes och tre förslag inkom. Man valde det bidrag som ingenjör Rudolf Lange tagit fram och den 23 juli 1909 hade man kompletta ritningar till samtliga byggnader som skulle uppföras. Ritningarna granskades av Överintendentsämbetet och Kungliga Medicinalstyrelsen.
Den 23 september 1909 fattades slutligen beslutet om att Svenshögens sanatorium skulle uppföras enligt de ritningar som tagits fram av kommittén. Man tillsatte en byggnadskommitté som bestod av E. G. Lange, Carl L Olausson, Lars Larsson, R. Berger och G. Danielsson.

### Byggnationen
Byggnadskommittén utsåg den 23 december 1909 firman Johansson & Son i Göteborg som huvudentreprenör. Anbudssumman var 172 500 kronor. Man påbörjade arbetet omedelbart men det visade sig att man räknat för lågt och en ny entreprenör fick senare slutföra arbetet. Totalkostnaderna uppgick till 269 960 kronor varav 180 115 kronor för byggnadsarbeten. Invånarna i länet lämnade också bidrag på 13 948 kronor som användes till inköp av fritidsområde och anläggande av en utfartsväg.
Sanatoriet öppnade den 2 oktober 1911 med plats för 72 patienter.
Den 6 september 1912 lämnade byggnadskommittén en slutgiltig redogörelse och hade avslutat sitt uppdrag.

## Byggnaderna

### Träpaviljongen

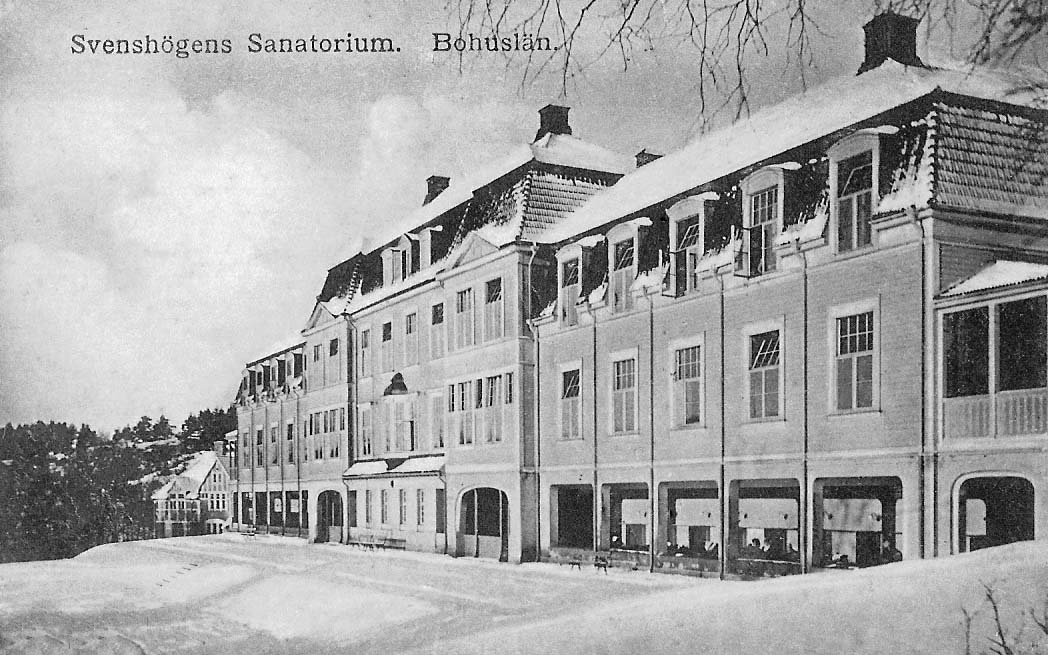
Träpaviljongen, notera liggsalarna i bottenplanet.

Huvudbyggnaden, Träpaviljongen, uppfördes i trä med en källarvåning av tegel på en gråstensgrund. Ursprungligen fanns det över källarvåningen två våningar samt en takvåning. De två våningarna innehöll fyra halvt enskilda rum, tolv salar med sex sängplatser vardera samt två isoleringsrum.
I första våningens mittparti fanns läkarens undersökningsrum, laboratorium, väntrum samt två sällskapsrum. Det fanns också ett mindre medicinskt bad i anslutning till detta som man hade som avsikt att senare göra om till röntgenavdelning.
Vid vardera av de fyra sjukavdelningarna låg en ekonomiavdelning, skilt av en bred korridor.
På andra våningen inrymdes, förutom isoleringsrummen, en dubblett för husmodern, gäst- och betjäningsrum m.m.
I takvåningen fanns ytterligare fem betjäningsrum samt ett förrådsrum. I den mot norr utskjutande ekonomiflygeln låg närmast vestibulen den stora matsalen, kök m.m. 
Iögonfallande för exteriören var de ligghallar som placerades i källarplanet utefter sanatoriets söderfasad, där patienterna låg insvepta i filtar och inandades frisk luft.
1938 restaurerades huvudbyggnaden. Nya undersökningslokaler och dagrum inrättades. Lokaler som blev lediga byggdes om till isolerings- och observationsavdelning med ytterligare 14 vårdplatser fördelade på ett antal smårum. Vårdplatsantalet var då uppe i 246 platser. Det var troligen i samband med restaureringen som träpaviljongen byggdes ut med en lågdel och exteriören förändrades något.

### Annexet

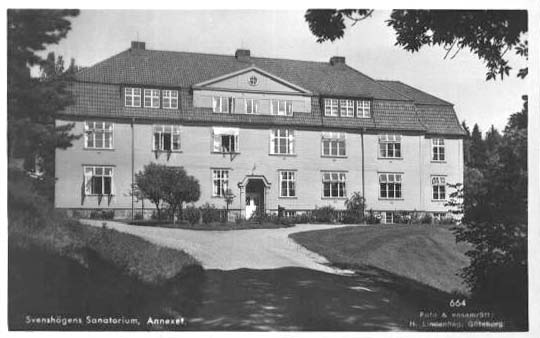
Det numera rivna annexet.

Behovet av antalet vårdplatser ökade och 1913 kom en motion som yrkade på utbyggnad. Det blev en ny utredning som ledde fram till beslut om uppförande av ett annex med 62 vårdplatser. År 1915 förvärvade landstinget ytterligare mark och den nya avdelningen togs i bruk den 16 november 1918.
Annexbyggnaden var initialt främst avsedd för vård av hopplöst sjuka men ändrades senare till barnsjukhus med 62 sängplatser.
Efter att kampen mot barntuberkulosen under 1930- och 1940-talet givit resultat ersatte man våren 1945 barnplatserna i annexet med en vårdavdelning i sanatoriets huvudbyggnad som hade 15 sängar. Annexet togs efter barnsjukhusets avveckling främst i anspråk för vård av tbc-patienter från de tyska koncentrationslägren. I maj 1947 uppläts nedre våningen till vård av kroniskt sjuka kvinnliga patienter.
Annexet är numera rivet.

### Stenpaviljongen

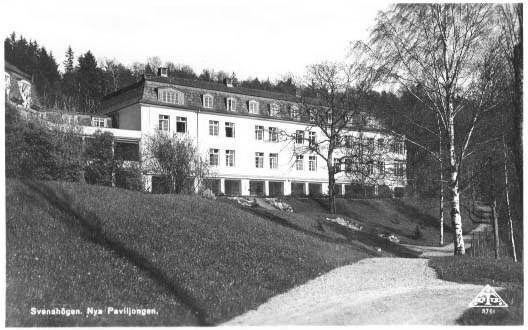
Stenpaviljongen

När det återigen behövdes nya vårdplatser beslöt 1925-års landsting att uppföra två nya avdelningar med sammanlagt 70 vårdplatser, dessa togs i bruk den 28 november 1927.
Den nya byggnaden kallades stenpaviljongen eller "nya paviljongen" och var en större tillbyggnad med souterrängvåning och tre våningar.

### Övriga byggnader
Till sjukhuset hörde i början både hönshus, svinhus och ett trädgårdsmästeri. Från trädgården och växthusen hade man försäljning till allmänheten, förutom att man givetvis försåg sjukhuset med alla de produkter man där behövde.
På sjukhusområdet uppfördes även villor för överläkaren, underläkare och sysslomannen. Vindsvåningen i träpaviljongen användes som personalbostad för sjuksköterskor och övrig personal. Senare byggdes ett särskilt hus för personalbostäder, detta hus byggdes senare om till Svenshögens skola.
Stall, vedhus, snickarbod och vagnshus fanns också på området men är numera rivna. 

## Verksamheten
Det var till en början svårt att rekrytera en överläkare till Svenshögen och man fick klara sig med vikarier, huvudansvaret hade sjukhusdirektören E.G. Lange som var affärsman från Uddevalla.
Martin Jacobsson var den förste person som fick fast tjänst som överläkare och han började den 1 januari 1913. Under sensommaren 1913 avvisar Jacobsson några manliga patienter efter att de mot bestämmelserna spelat kort. Detta beslut ogillas av direktionen varvid doktor Jacobsson säger upp sig från sin tjänst. Kortspelshistorien blev uppmärksammad i pressen. Martin Jacobsson stannade till den 14 april 1914.
Den 1 juni 1914 ersattes Jacobsson av Gylfe Vallentin. E.G. Langes uppgifter övertogs successivt av Vallentin under 1914. Vallentin stannade på sanatoriet till början av år 1931.
Tjänsten som överläkare efter Vallentin fick Erik Forsgren som var sanatoriets överläkare 1931 till 1964.
Den siste överläkaren på sjukhuset blev Bo Stenström. 
Olof S. Lindén var den förste person som fick tjänsten som syssloman, senare kallad intendent. Tjänsten var underordnad överläkaren med huvudansvar för ekonomi och administrativ personal. Lindén innehade tjänsten mellan 1911 och 1935.

## Svenshögens sjukhus
När antalet tbc-fall började sjunka övertogs vårdplatserna successivt av långtidssjuka. År 1964 ändrades benämningen från länssanatorium till sjukhus.

### Nedläggningen
Under 1985 började man diskutera nedläggning av Svenshögens sjukhus och i december 1988 fattade Bohuslandstinget beslutet om nedläggning av sjukhuset. Vid den tiden arbetade 143 personer där. Den 3 april 1989 köpte Stenungsunds kommun sjukhuset för en krona av Bohuslandstinget.

## Efter sjukhusets nedläggning

### Flyktingförläggning
Sjukhuset gjordes om till flyktingförläggning och var aktiv under åren 1990-2000. Man utförde inför detta en omfattande om- och tillbyggnad av lokalerna.

### Alternativbyn
2002 togs sjukhusområdet över av Alternativbyn, som var ett projekt med målsättning att skapa alternativa boendeformer, företagsby mm. Fastigheterna köptes för 5,25 miljoner. För att möjliggöra köpet bildades ett aktiebolag som skulle stå som juridisk ägare tills att en stiftelse, stiftelsen Alternativbyn, bildats och kunde ta över fastigheterna. En intentionsförklaring skrevs där detta klargjordes.
För att finansiera köpet styckades en del av fastigheten av till en bostadsrättsförening med 28 lägenheter. Insatser till de lägenheterna gav 5 miljoner och finansierade således nästan hela köpet. 3 miljoner lånades också ut till aktiebolaget för att möjliggöra investeringar i fastigheterna. Tanken var att de 3 miljonerna, i samband med att stiftelsen Alternativbyn tog över fastigheten, också skulle överföras till stiftelsen Alternativbyn. 
Ganska snart uppstod dock konflikter mellan de ursprungliga initiativtagarna. Konflikten förvärrades så mycket att de som stod för aktiebolaget ensidigt sa upp intentionsförklaringen om att överföra fastigheterna till stiftelsen Alternativbyn . Det skapade en stor rättslig konflikt mellan föreningen Alternativbyn och bostadsrättsföreningen å ena sidan, och aktiebolaget Alternativbyn Väst AB (som bytte namn till utvecklingsbolaget Träpaviljongen AB, och senare till avvecklingsbolaget Träpaviljongen AB)å andra sidan.
Det största målet var mellan bostadsrättsföreningen och Träpaviljongen AB. Bostadsrättsföreningen krävde tillbaka de 3 miljoner de lånat ut, eftersom de inte längre avsågs skänkas till stiftelsen Alternativbyn. Dessutom ägde Träpaviljongen AB tre av lägenheterna i bostadsrättsföreningen, men de slutade att betala hyra för dem 2005. Träpaviljongen AB å andra sidan krävde Bostadsrättsföreningen på cirka 200 000 kr för uteblivna elräkningar. Konflikten slutade efter flera år av medling och förberedelser för rättegång med en förlikning i Uddevalla tingsrätt i september 2008, där Träpaviljongen AB ska ge bostadsrättsföreningen mark, de tre lägenheterna samt 900 000 kr. 
Det gamla sanatoriet ägs numera inte längre av Träpaviljongen AB, även om ägarna bakom Träpaviljongen fortfarande var delägare i fastigheten. Stenpaviljongen hyrdes ut som hyresbostäder.

### Asylboende
2014 inrättades i de gamla sanatoriebyggnaderna återigen en flyktingförläggning, nu för upp till 200 asylsökande. Vid den tidpunkten stod lokalerna tomma.

## Övrigt

### Barnhemmet Oscarshem
Barnhemmet Sjökanten öppnades i Svenshögen 1926 med syfte att ta emot friska barn till tuberkulösa föräldrar. Landshövding Oscar von Sydow bekostade anskaffning av kvartslampa 1927 varefter det beslöts att hemmet skulle kallas Oscarshem.
Fastigheten uppläts 1946 kostnadsfritt till Röda korsets distriktsstyrelse för anordnade av semesterhemsverksamhet för husmödrar och året därpå köpte Röda korset fastigheten. När kvinnorna kom ut i arbetslivet på 1960-talet och antalet hemmafruar minskade, upphörde den verksamheten. Länkrörelsen tog då över fastigheten och drev ett behandlingshem för alkoholister.
Under flera år drevs därefter turistverksamhet och numer huserar en meditationskursgård, Hällungens Kursgård & Hälsocenter, på platsen.

### Patienttidningarna Julglädjen och Hällungen
Patienttidningen Julglädjen gavs ut 1931, 1933 och 1935. Den ersattes av tidningen Hällungen under åren 1936-1982, utgiven av Svenshögens patienters självhjälpskassa.